# Los Anchos

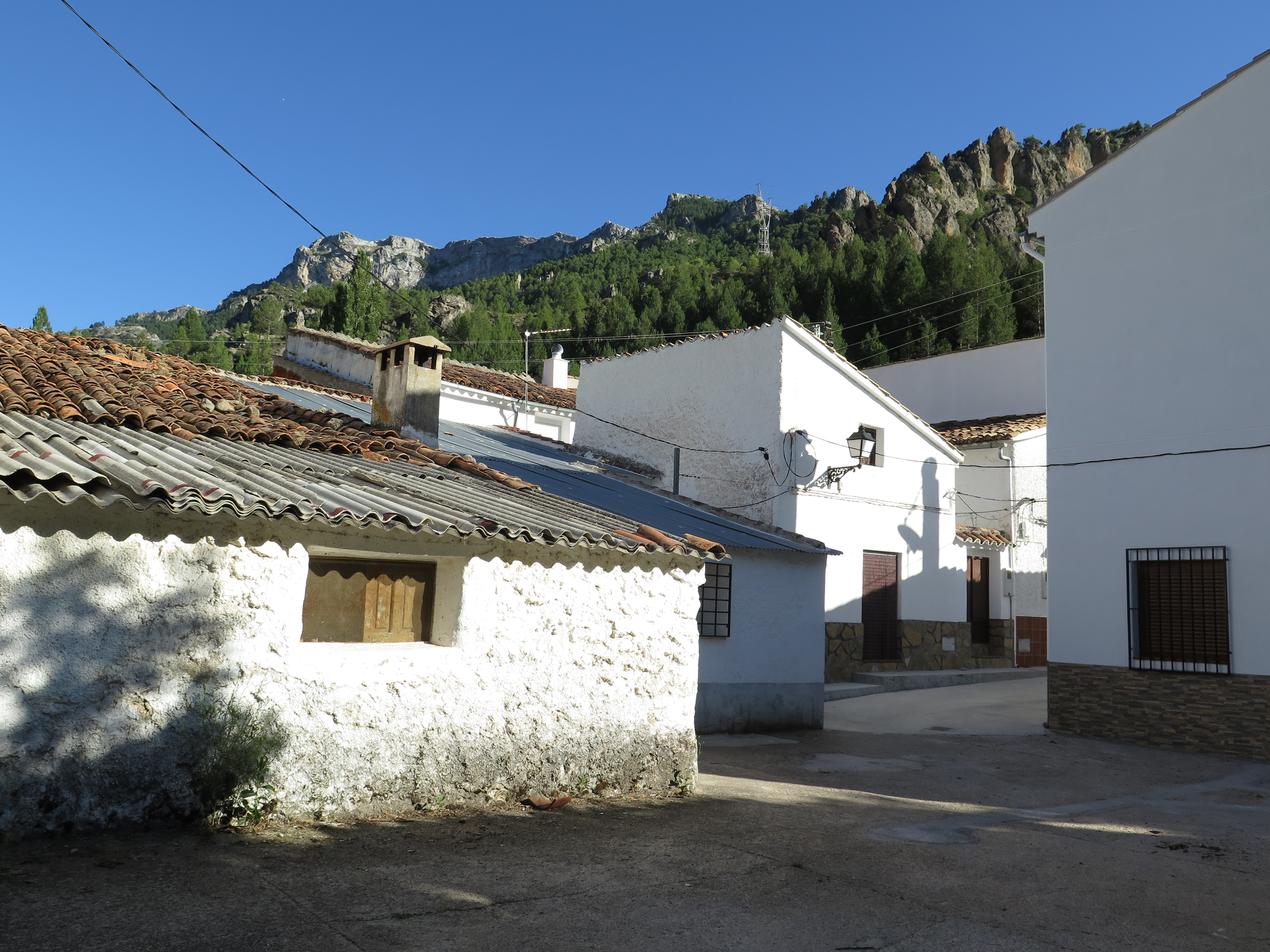
Callejuelas de Los Anchos

Los Anchos es una aldea perteneciente al municipio de Santiago-Pontones, en la provincia de Jaén (Andalucía, España). Se encuentra en plena Sierra de Segura junto al arroyo homónimo, el cual desemboca en el Río Madera a unos 4 km aguas abajo, quedando a menos de 1 km al norte de la aldea la de Prado Maguillo y a unos 400 metros al sur la de Majada Oscura. Cuenta con una población a 1 de enero de 2019 según el INE de 33 personas.

## Demografía
Evolución de la población
| Gráfica de evolución demográfica de Los Anchos entre 2000 y 2019   |
|                                                                    |
| Población de derecho (2000-2019) según el padrón municipal del INE |

## Museo Etnológico «Ecomuseo Alma Serrana»
En la aldea se encuentra el museo etnológico Ecomuseo Alma Serrana, acondicionado en un viejo caserío de principios del siglo XX. Un museo alternativo que nació de la inquietud de uno de sus fundadores, José Laso Flores, por mantener vivo el recuerdo de la antigua vida y costumbres serranas, y como palanca de apoyo hacia el futuro de la sierra. En él se pueden observar objetos y enseres, ligados al entorno serrano y sus duras condiciones de vida, tales como aperos de labranza, utensilios domésticos y otros instrumentos hoy en desuso. De igual manera, puede visitarse la recreación de una antigua escuela rural y maniquíes de madera por las salas de museo recreando la historia reciente, tales como el cura o la guardia civil, así como herramientas que empleaban los gancheros para transportar la madera talada por los montes del entorno.